# La Queue-en-Brie
La Queue-en-Brie là một xã ở ngoại ô phía đông nam của Paris, Pháp. Nó nằm cách 17,9 km (11,1 mi) tình từ trung tâm của Paris.